# Арзамас (аэродром)
Арзамас — бывший аэропорт города Арзамас, Нижегородская область. Располагался в 9,5 км к юго-западу от центра города, рядом с селом Васильев Враг, вдоль трассы Арзамас — Дивеево.
Аэродром 4-го класса, был способен принимать самолёты Ан-2, Ан-3Т, Ан-28, Ан-38, Л-410, М-101Т. Максимальный взлётный вес принимаемых воздушных судов — 10 тонн.
С 1992 года аэродром закрыт, его территория заброшена.

## История

### Предыстория
На месте будущего аэропорта в период с июня 1942 года по 1946 год дважды базировался 1-й запасной истребительный авиационный полк (ЗИАП). Полк состоял из новых по тем временам самолётов-истребителей Ла-5, Ла-5ФН, Ла-7, Ла-9. Формировался 1-й запасной истребительный авиационный полк в Торжке, затем его перебросили в Арзамас. После перелетел в Чебоксары. Тем не менее в 1942 году вновь вернулся в Арзамас и базировался здесь до конца Великой Отечественной войны.

### Основание
6 января 1954 года из состава Горьковской области была выделена Арзамасская область, областным центром стал город Арзамас. Как и любой другой областной центр, по штатной схеме город должен был иметь свой аэропорт. Поэтому вдоль трассы Арзамас — Дивеево началось строительство аэродрома. Аэропорт был открыт 12 июня 1955 года. Позывной — Тыл два. Через него проходила воздушная магистраль Москва — Казань. Директором работал А. М. Зорько.
По другим источникам, транспортное сообщение на аэродроме Арзамас так и не было открыто.

### Основной период
Самолёты обслуживали 13 районов Арзамасской области: доставляли почту, вели охрану лесов, помогали колхозам в уходе за посевами. В 1957 году Арзамасская область прекратила своё самостоятельное существование, так как была вновь введена в состав Горьковской области в 1958 году.